# Bauwens-Haus

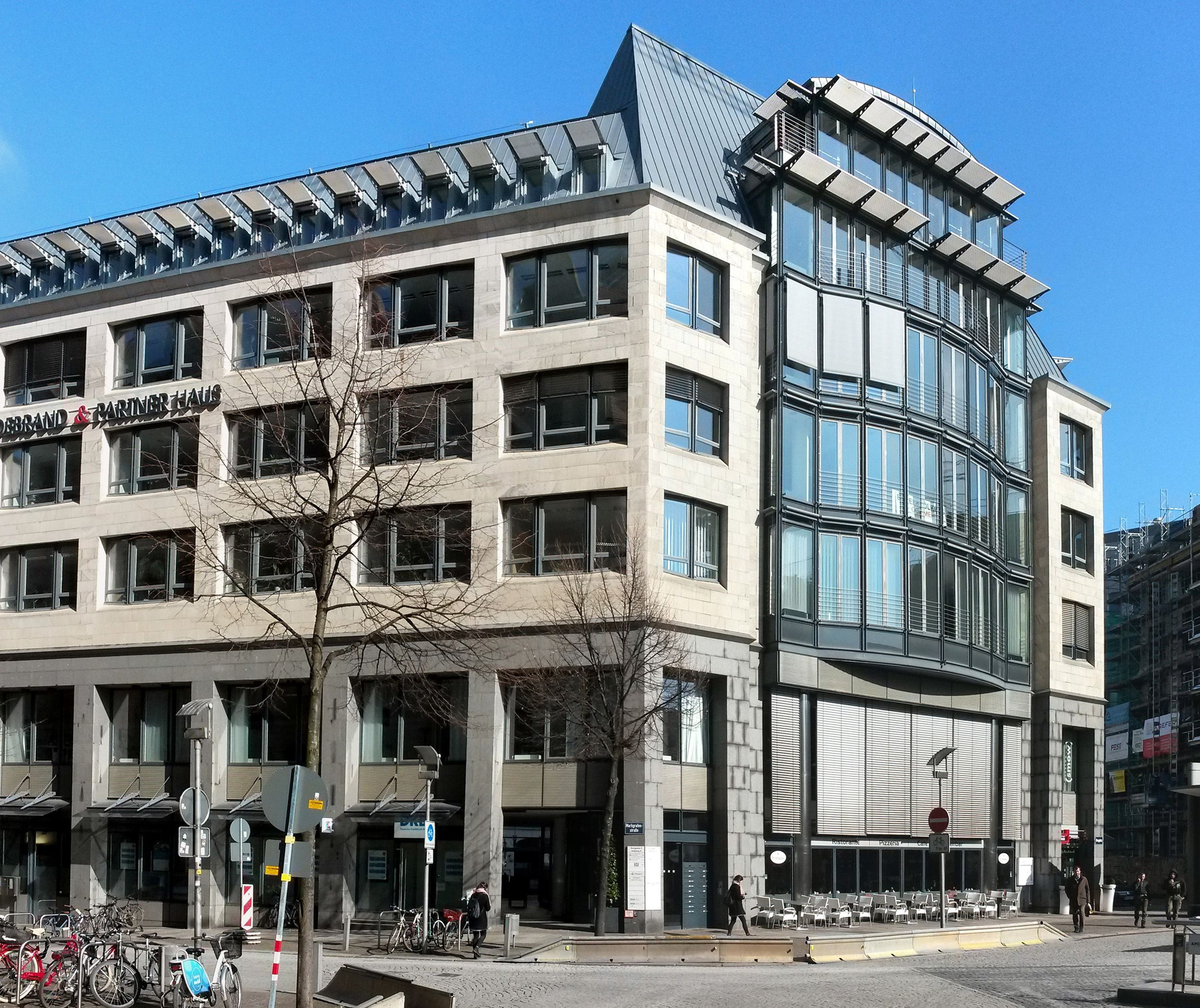
Das Bauwens-Haus am Burgplatz (2018)

Das Bauwens-Haus in Leipzig ist ein in den 1990er Jahren erbautes Geschäftshaus. Wegen seines überdachten Innenhofes mit Durchgang zur Gegenseite wird es häufig zu den Leipziger Passagen gezählt. Nach einem Eigentümerwechsel im Oktober 2016 ist das Gebäude beschriftet mit Hildebrand & Partner Haus.

## Lage und Architektur
Das fünfeckige Gebäude auf einem Grundstück mit einer Fläche von etwa 1530 m³ grenzt an die Markgrafenstraße, den Burgplatz, die Burgstraße und die Ratsfreischulstraße. Es hat die Adresse Burgplatz 2.
Das Gebäude ist fünfgeschossig, wobei Erd- und erstes Obergeschoss der Leipziger Geschäftshaus-Bautradition um 1900 folgend zusammengefasst sind, hier durch Farbgebung und Fenstergestaltung. Die untere Partie ist mit grauem Granit verkleidet, die oberen Stockwerke mit beigefarbenem Trachyt. Nach der Markgrafenstraße weisen sieben breite Fensterachsen, nach der Burg- und der Ratsfreischulstraße jeweils fünf, in letzterer mit einer etwa 15 Meter breiten Unterbrechung durch eine gebäudehohe Glasfassade vor einem glasüberdachten Innenhof mit einem Durchgang zur Markgrafenstraße. Auch hier wird die farbliche Trennung konsequent durchgehalten. Der Hof dient als einer der Schlechtwetter-Ausweichorte der sommerlichen Freiluftkonzerte am Bachdenkmal.
An der Ecke Burgstraße/Ratsfreischulstraße ruht ein Eckerker auf zwei Edelmetallsäulen. Am auffälligsten gestaltet ist die zum Burgplatz gerichtete Seite. Zwischen zwei schmaleren Fensterachsen wölbt sich in den oberen Etagen ein flacher, dunkel gefasster Glaserker hervor, der sich noch zwei Etagen nach oben vor einem Zeltdach fortsetzt. Diese Front steht senkrecht zu der vom Burgplatz zum Martin-Luther-Ring führenden Hugo-Licht-Straße und wird dadurch zu einem wirkungsvollen Blickfang vom Ring aus. Die übrigen Dachbereiche sind zinkblechgedeckte Mansarddächer mit insgesamt 56 kleinen Flachdachgauben.

## Geschichte
1897 wurde begonnen, die Pleißenburg für den Bau des Neuen Rathauses abzureißen. Auf dem ehemaligen Burggraben entstand die Markgrafenstraße. Dadurch ergab sich an dieser und der Schul- (heute Ratsfreischul-) und der Burgstraße ein lohnenswertes Baugelände, auf dem aber an der Schulstraße noch das 1884–1886 neu errichtete Logenhaus der Freimaurerloge Minerva zu den drei Palmen stand. 1905 wurde an der Weststraße ein neues Logenhaus bezogen, und der Bauplatz wurde frei.

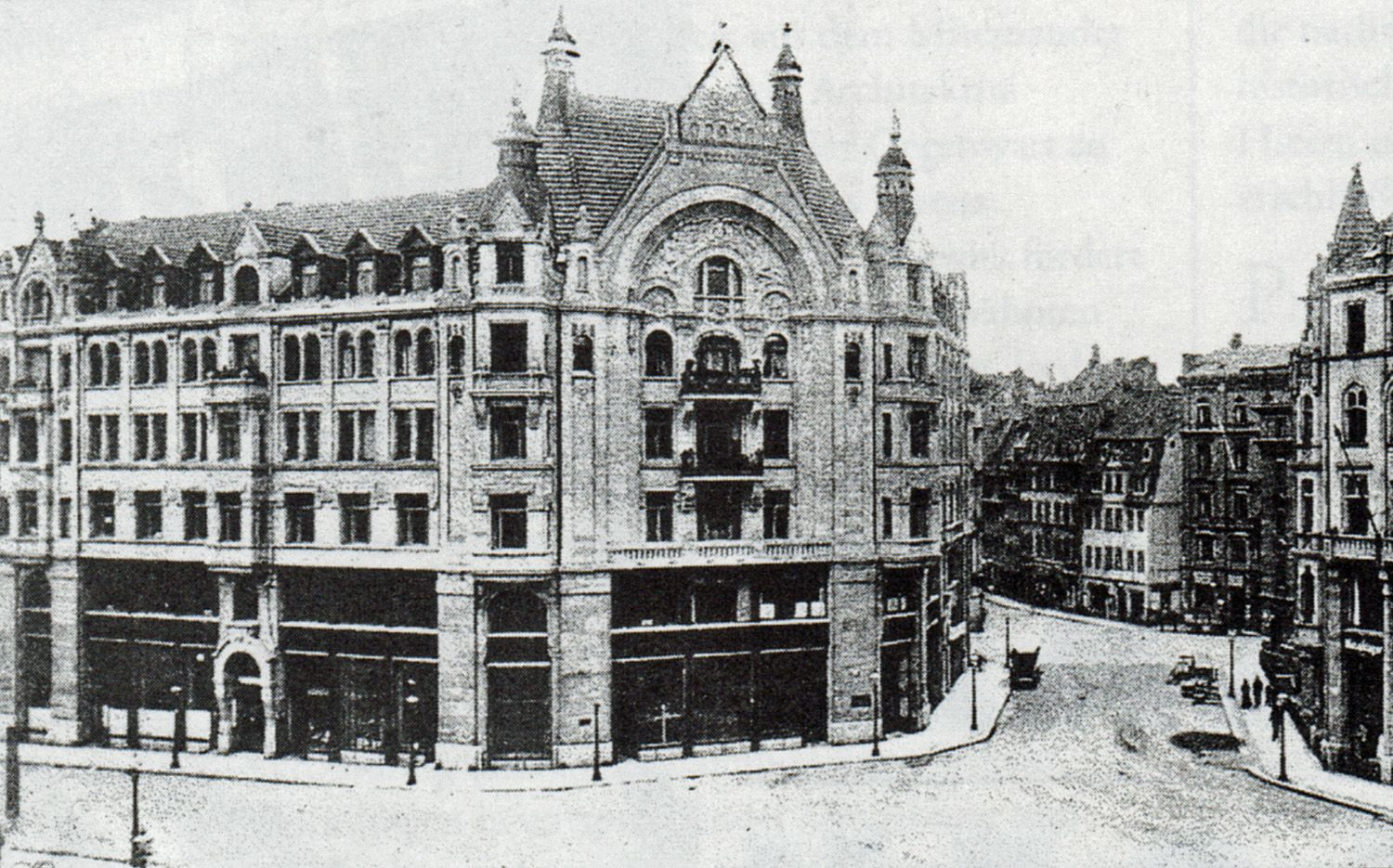
Haus Teiche, Vorgängerbau des Bauwens-Hauses (um 1910)

Im Stil des Historismus, ebenfalls mit einem Schmuckgiebel zum Burgplatz, wurde auf dem Grund des späteren Bauwens-Hauses für einen Bauherren Teiche ein Geschäftshaus errichtet, welches Haus Teiche genannt wurde. Es fiel dem Bombenangriff auf Leipzig vom 4. Dezember 1943 zum Opfer. Der Platz blieb über Jahrzehnte unbebaut und wurde als Parkplatz genutzt. Im Mai 1991 begann der Architekt Gerd Heise vom Architekturbüro Hentrich, Petschnigg und Partner (HPP) mit der Planung eines Geschäftshauses für die Kölner Baufirma Bauwens. 1994 wurde der Bau fertiggestellt, der geschickt gestalterische Bezüge zum Vorgängerbau aufnimmt.